# 世貿中心 (香港)
世貿中心位於香港銅鑼灣告士打道280號，謝斐道的東端，面對海底隧道香港入口及銅鑼灣避風塘，設有wwwtc mall及辦公室，在世貿中心旁邊在2019年之前設有前怡東酒店；底層則建有行人隧道通往告士打道對面比鄰怡和午炮的私人碼頭。

## 歷史

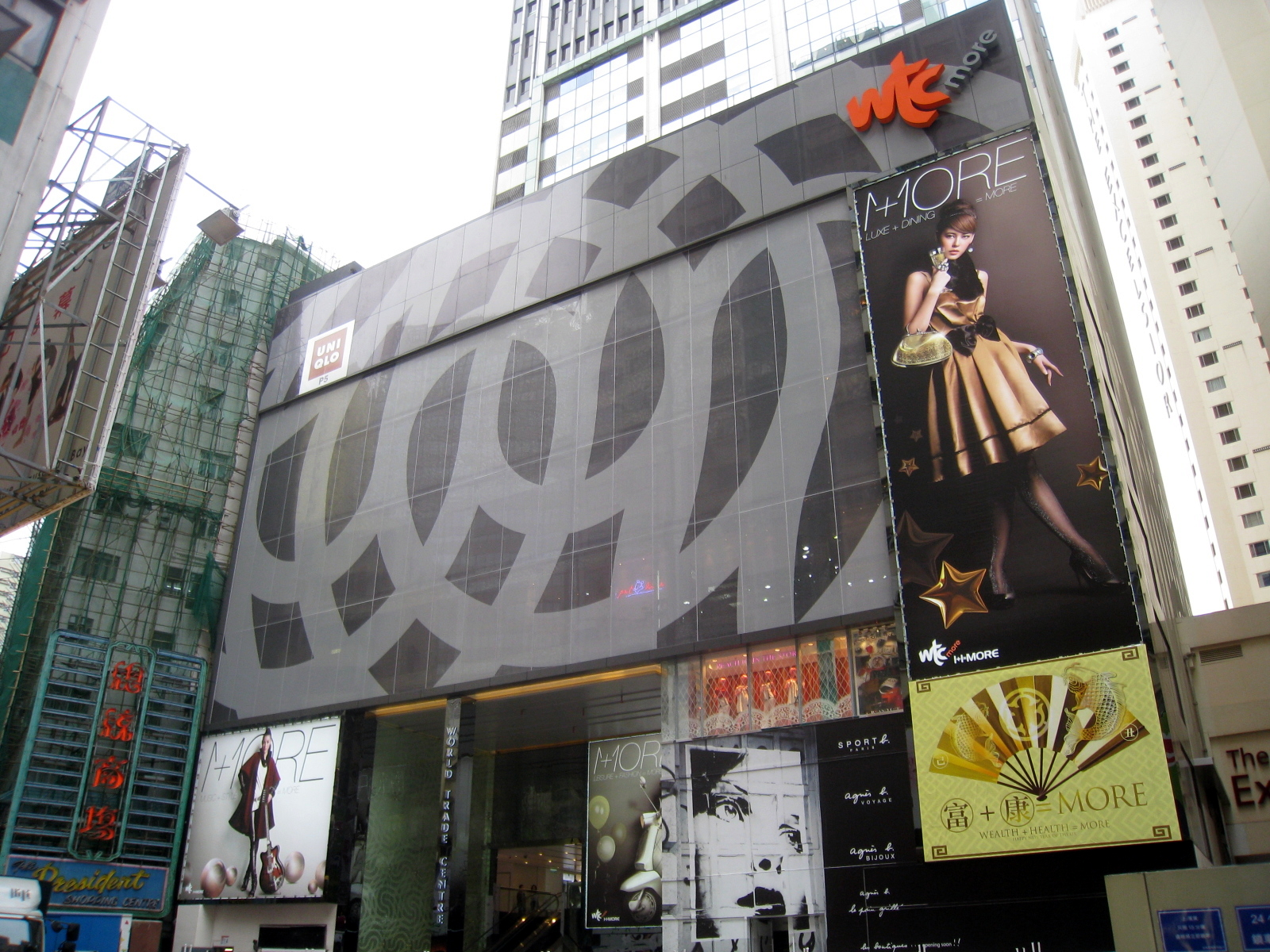
2008年翻新後的WTC，面向謝斐道的正門

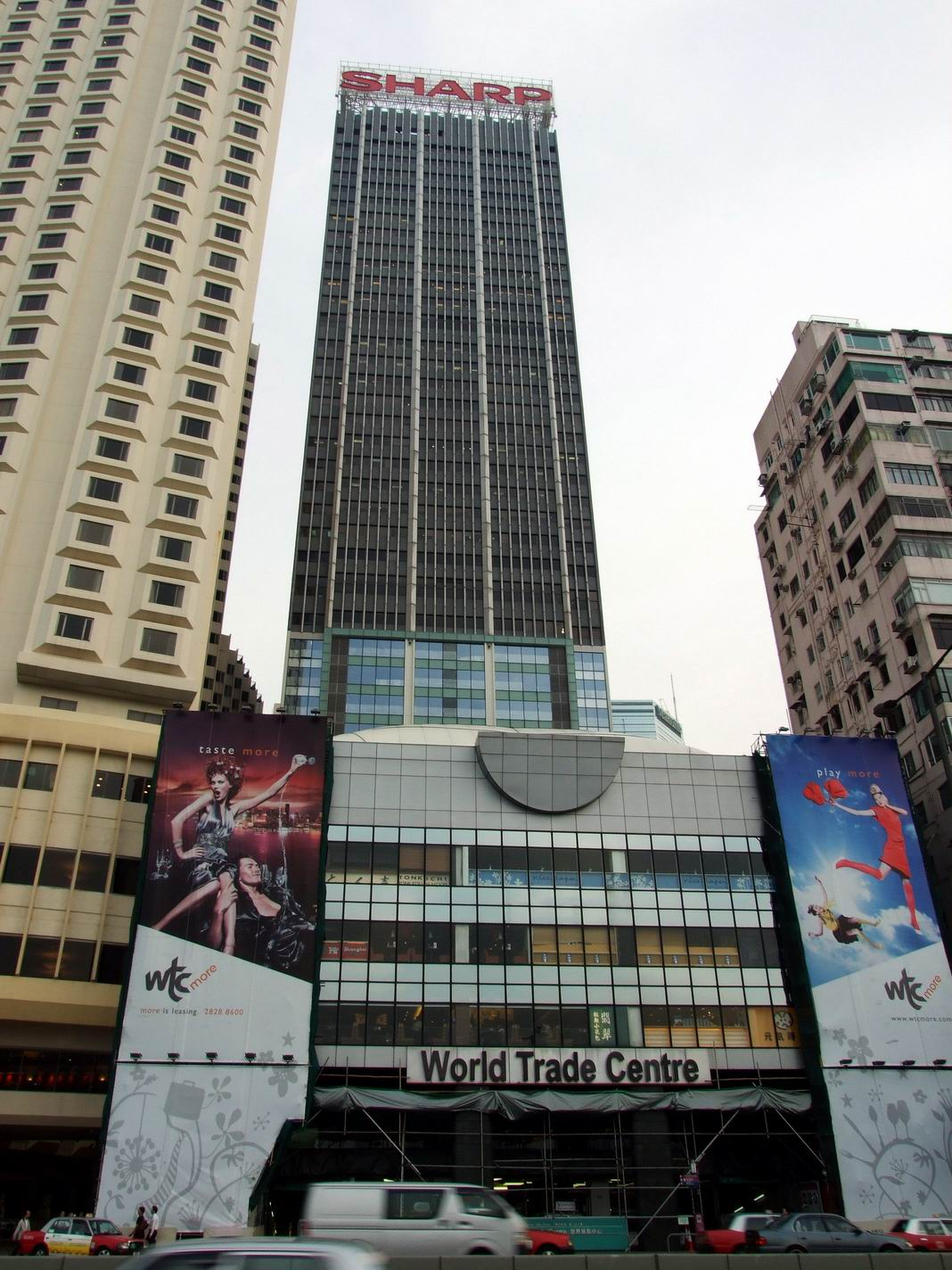
2008年翻新前的世貿中心，面向告士打道的立面

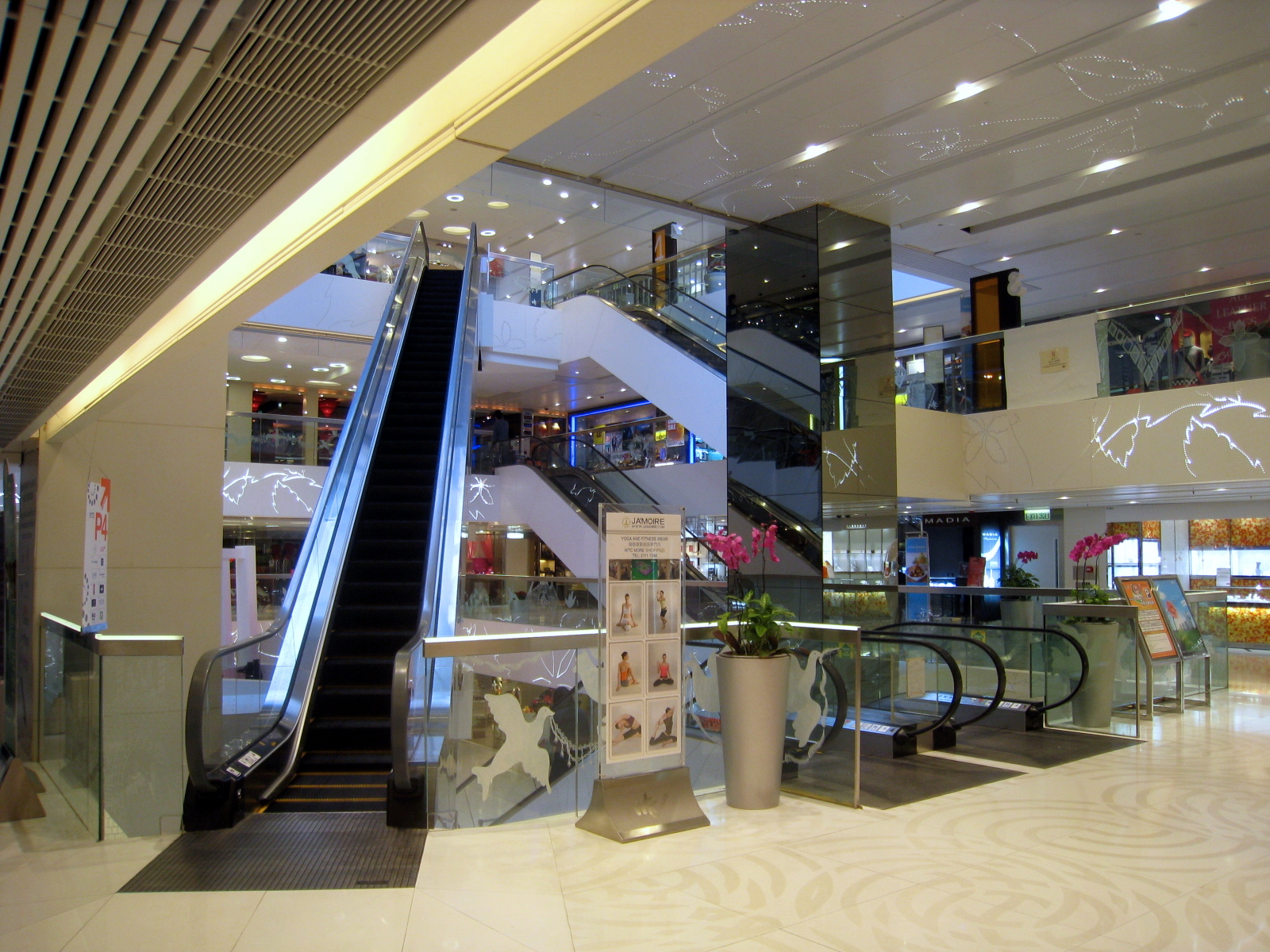
2008年世貿中心翻新後中庭

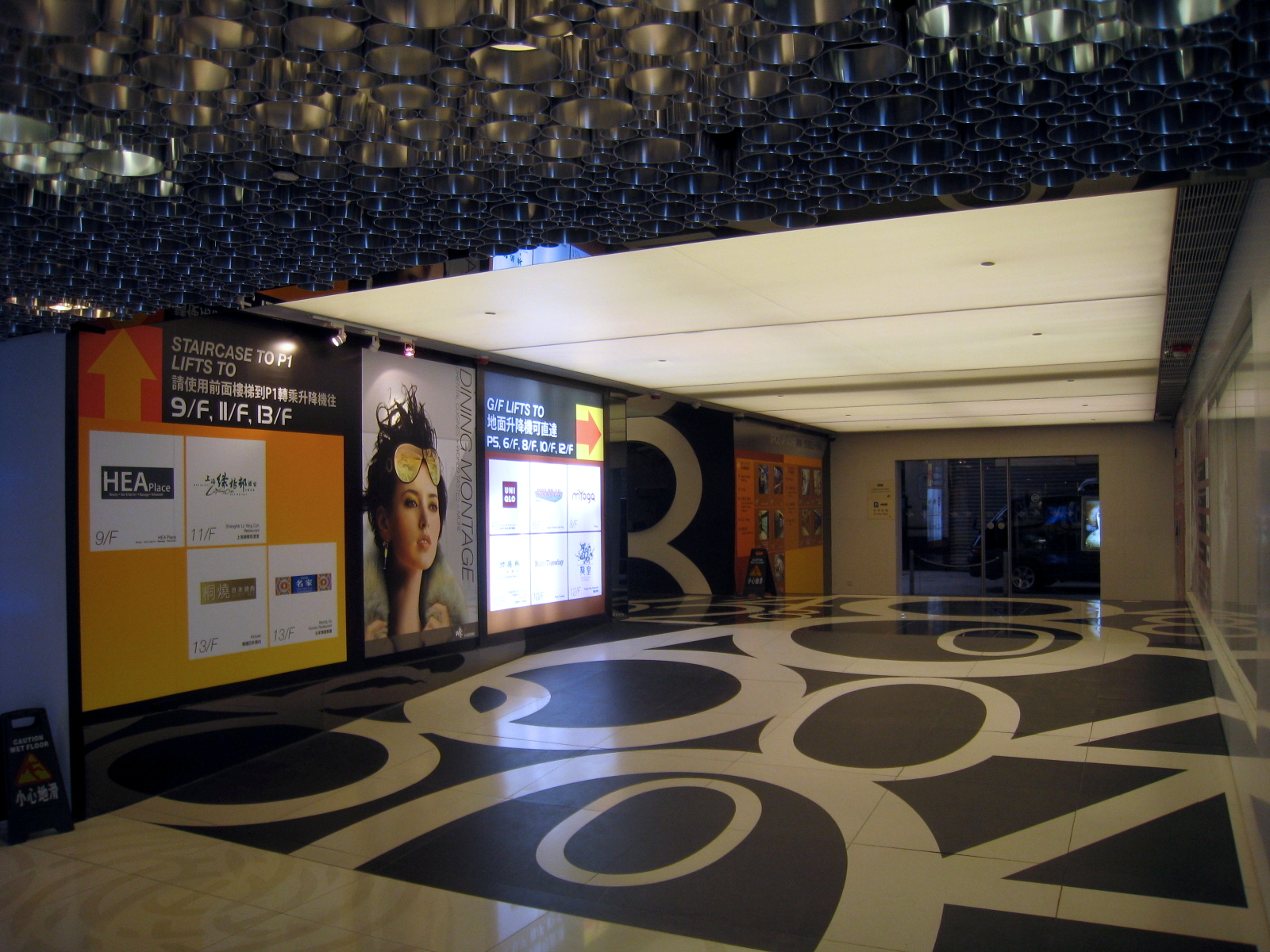
世貿中心翻新後增設地下顧客電梯大堂

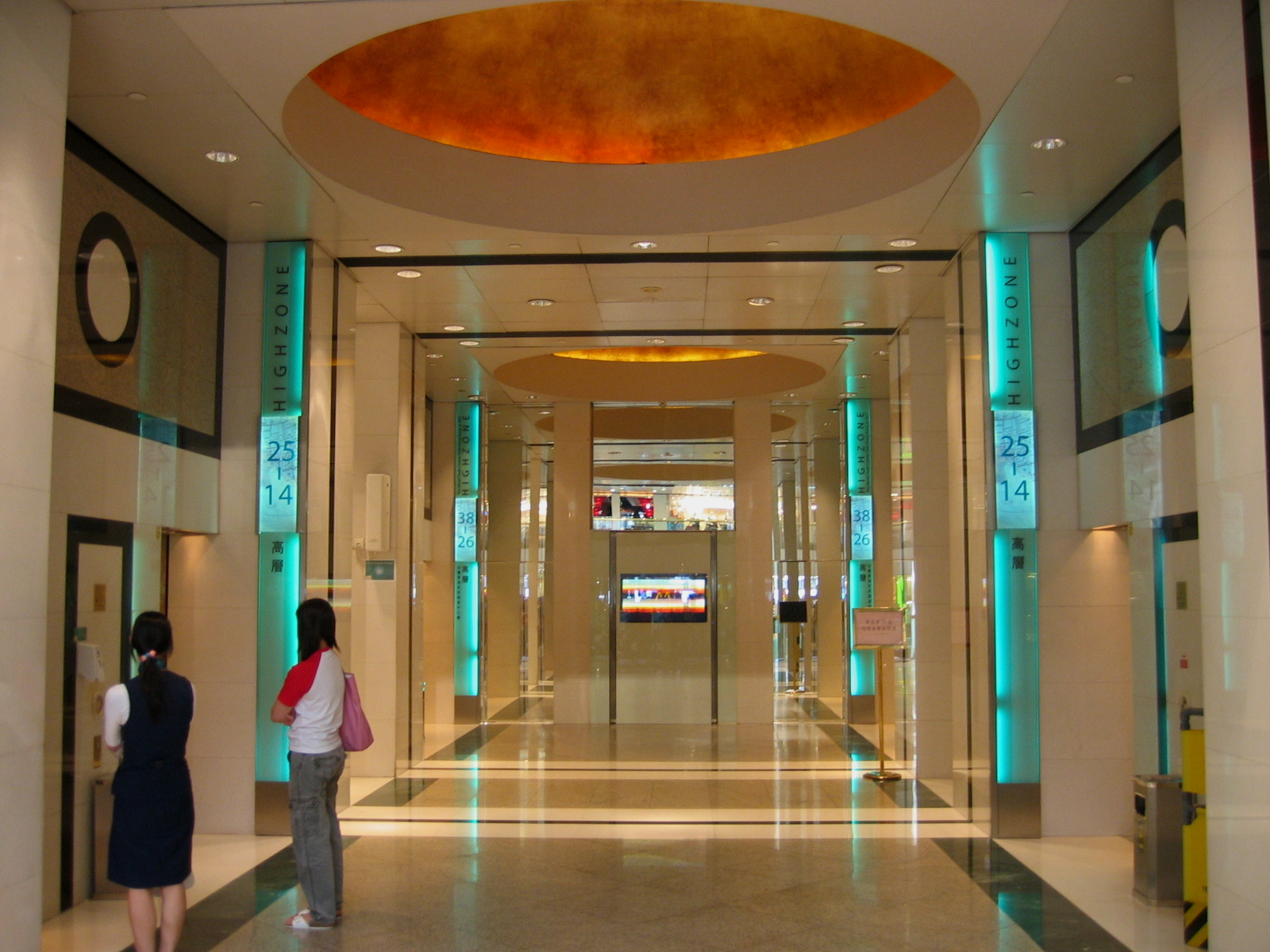
翻新前世貿中心寫字樓大堂

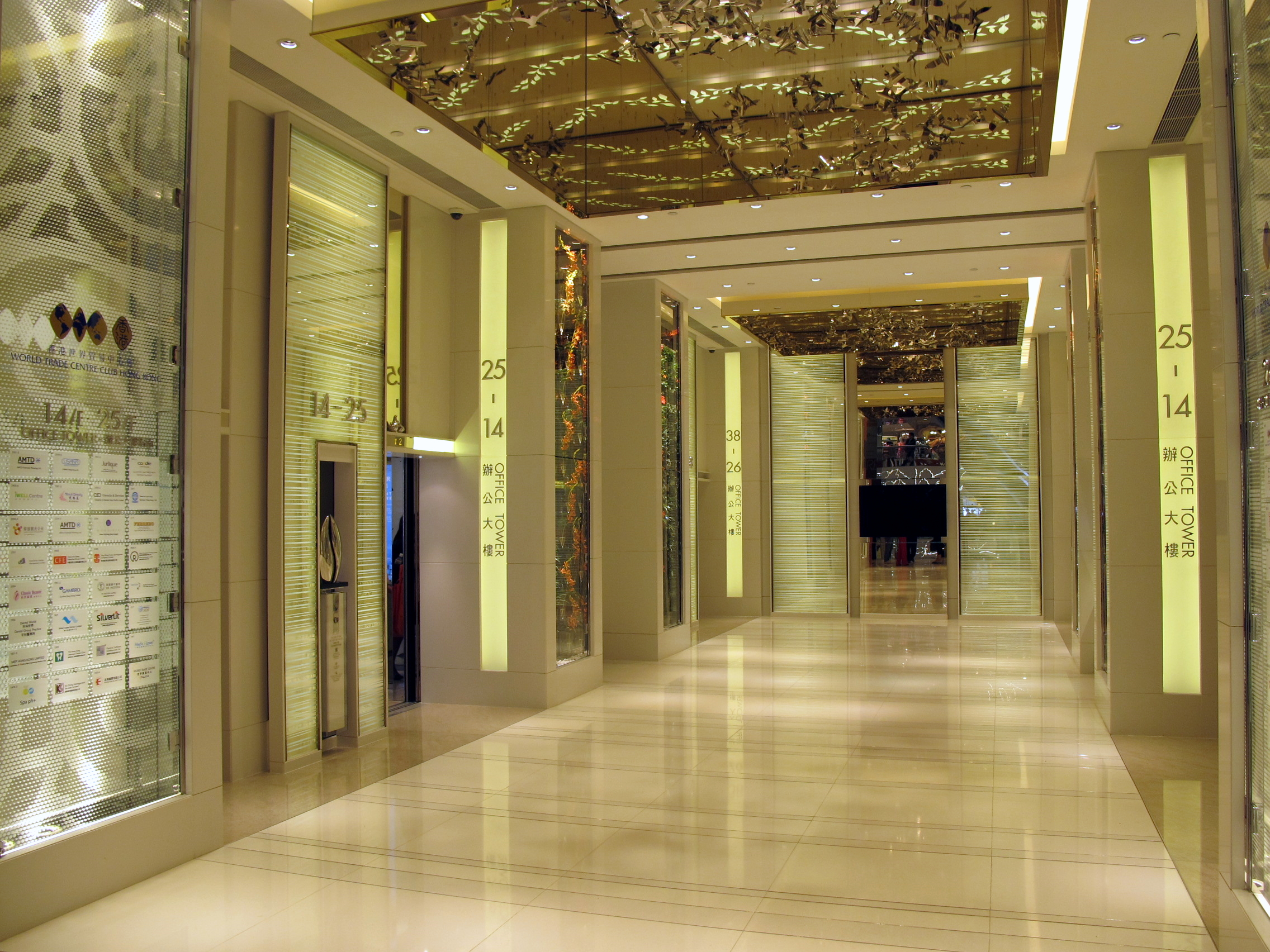
翻新後世貿中心寫字樓大堂

世貿中心與旁邊怡東酒店的位置前身是渣甸洋行貨倉，後由怡和洋行旗下的置地公司重建發展，在1975年落成（50年前），當時稱世界貿易會議中心（Hong Kong World Trade and Conventional Centre）。早期曾開設碧麗宮夜總會，是怡東酒店的舞台，酒店方面請來法國著名的癲馬夜總會過來長駐，希望吸引更多的人前往消費。不過由於生意欠佳，其後改裝成當時香港最豪華的電影院碧麗宮，於1979年11月15日開幕，有1,060個座位，放映首輪西片，開幕後第一套上映的戲是《異形》。
而美心飲食集團則在世界貿易中心開設美心皇宮大酒樓，在當時甚為著名。

### 碧麗宮戲院
碧麗宮戲院（Palace Theatre）由碧麗宮夜總會（Palace Hong Kong）改裝而成，於1979年11月14日開業，由邵氏公司經營，設有1060個座位。主要放映外語電影，其座椅較一般電影院闊大，而票價則較香港其他電影院為高。首部放映的電影是《異形》。
1981年，由美國演員基斯杜化·李夫及珍·茜摩爾主演的電影《時光倒流七十年》（Somewhere in Time） ，在碧麗宮戲院上映長達223日，創下當時香港電影院映期最長紀錄，從1981年9月12日至1982年4月22日，票房則有938萬港元，亦為當年外語片最高紀錄。
《美國舞男》、《發條橙》這些都是當年在碧麗宮戲院獨家放映的名片。那時候，一般超等票價是10元整，而碧麗宮最低堂座票價是12元。碧麗宮吸引之處是一個超級豪華大堂和一班中高產階級的客人令來看電影的觀眾初享受到豪華高級戲院在香港的誕生。

### 簡化名稱
1988年位於灣仔北海旁的香港會議展覽中心落成，怡和集團以名稱與會展重疊，加上在此舉辦會議的數目亦遠少於會展為由，在1992年將世界貿易會議中心簡化為「世貿中心」（World Trade Centre）。

### 出售業權
1994年，怡和把世貿中心出售予新鴻基地產，由於碧麗宮屬於舊式戲院，競爭力遜於銅鑼灣的新式多影院組合式戲院（最大例子如當年剛開幕的時代廣場UA），因此不獲續租，於4月結業，並把下層重新改裝成商場，上層則繼續作為辦公室。1996年，銅鑼灣世貿中心商場正式開業，當時的租戶主要為洋服、眼鏡店、酒樓等。

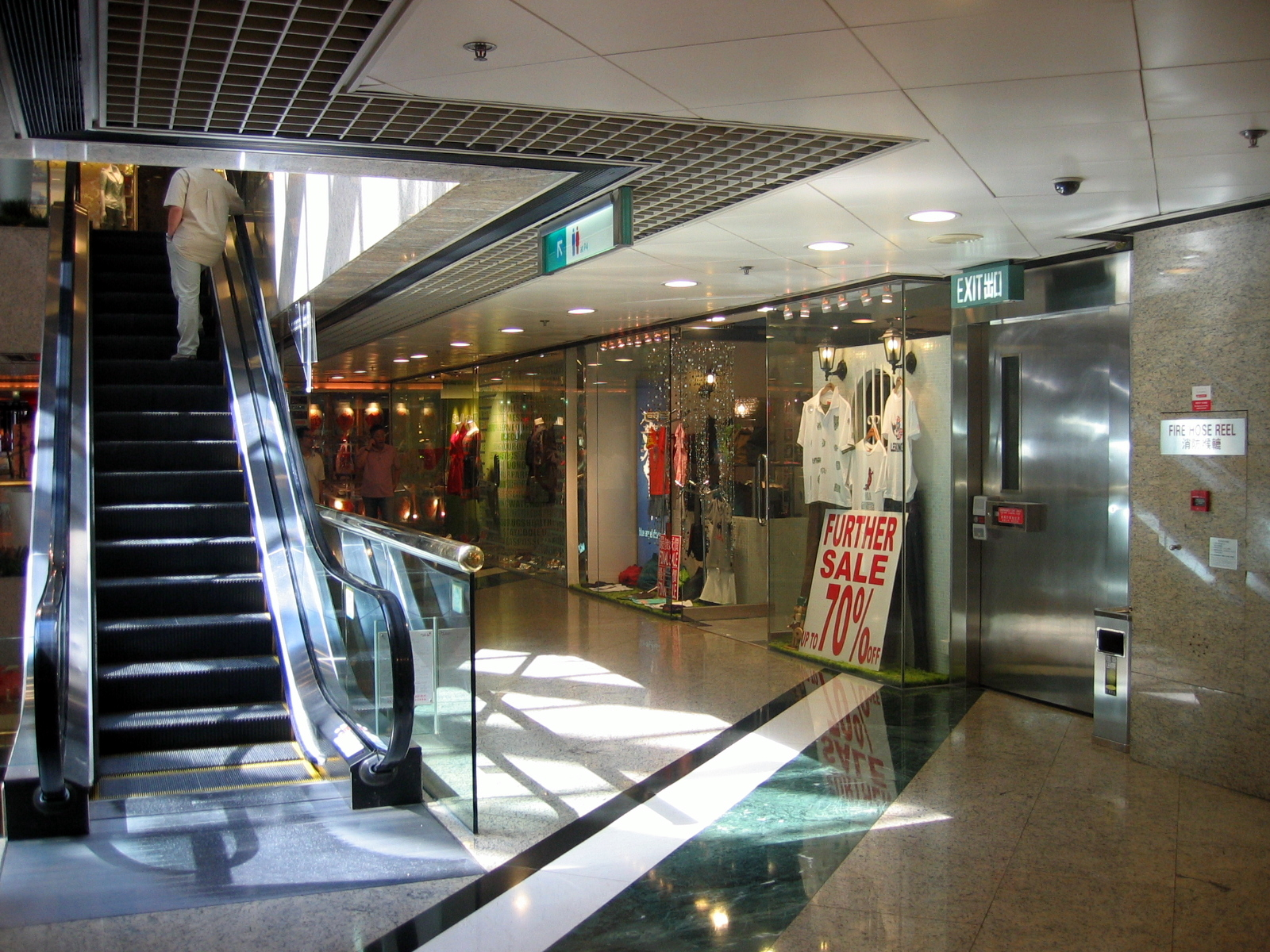
P3層商店
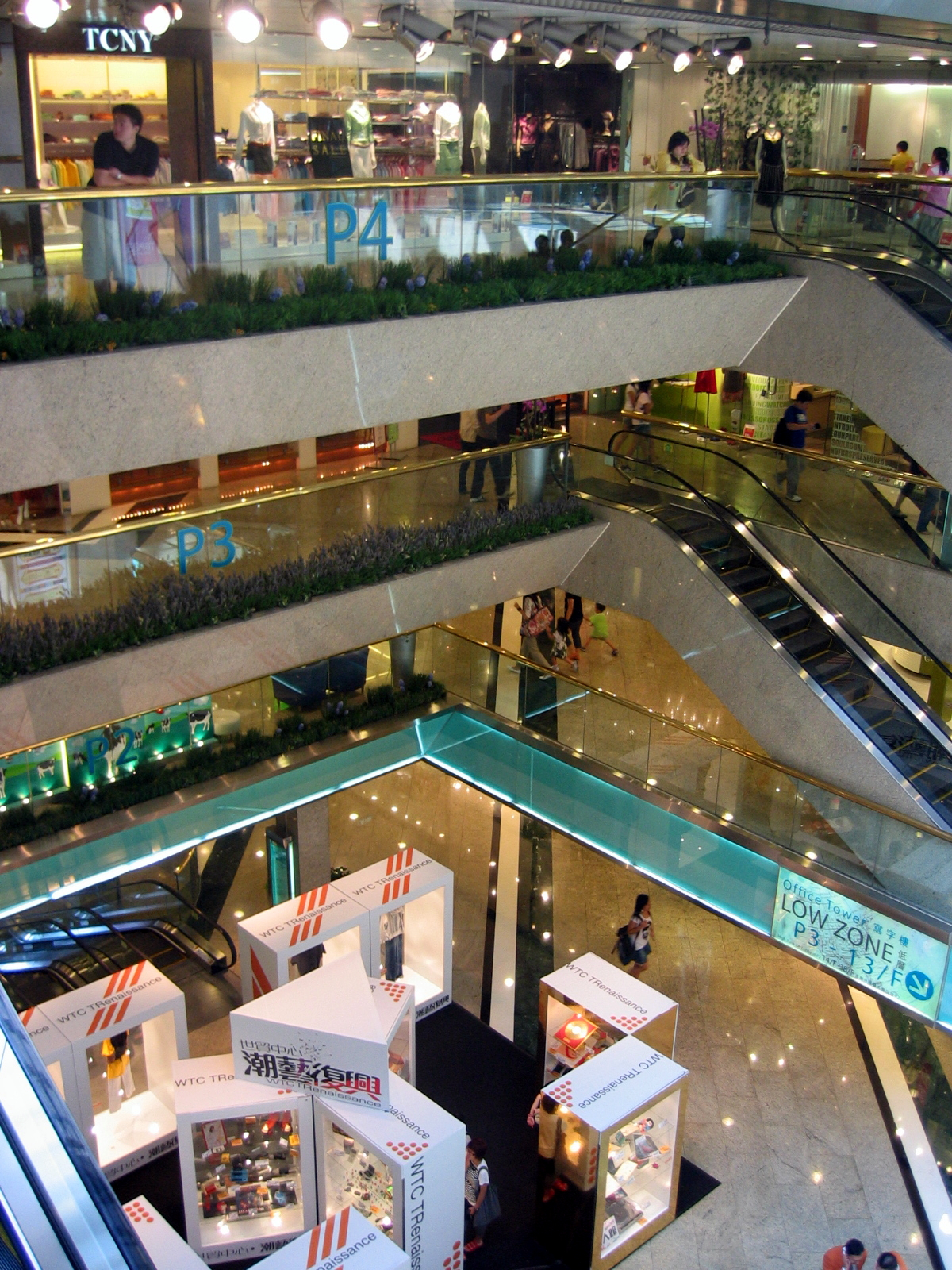
商場中庭翻新前面貌
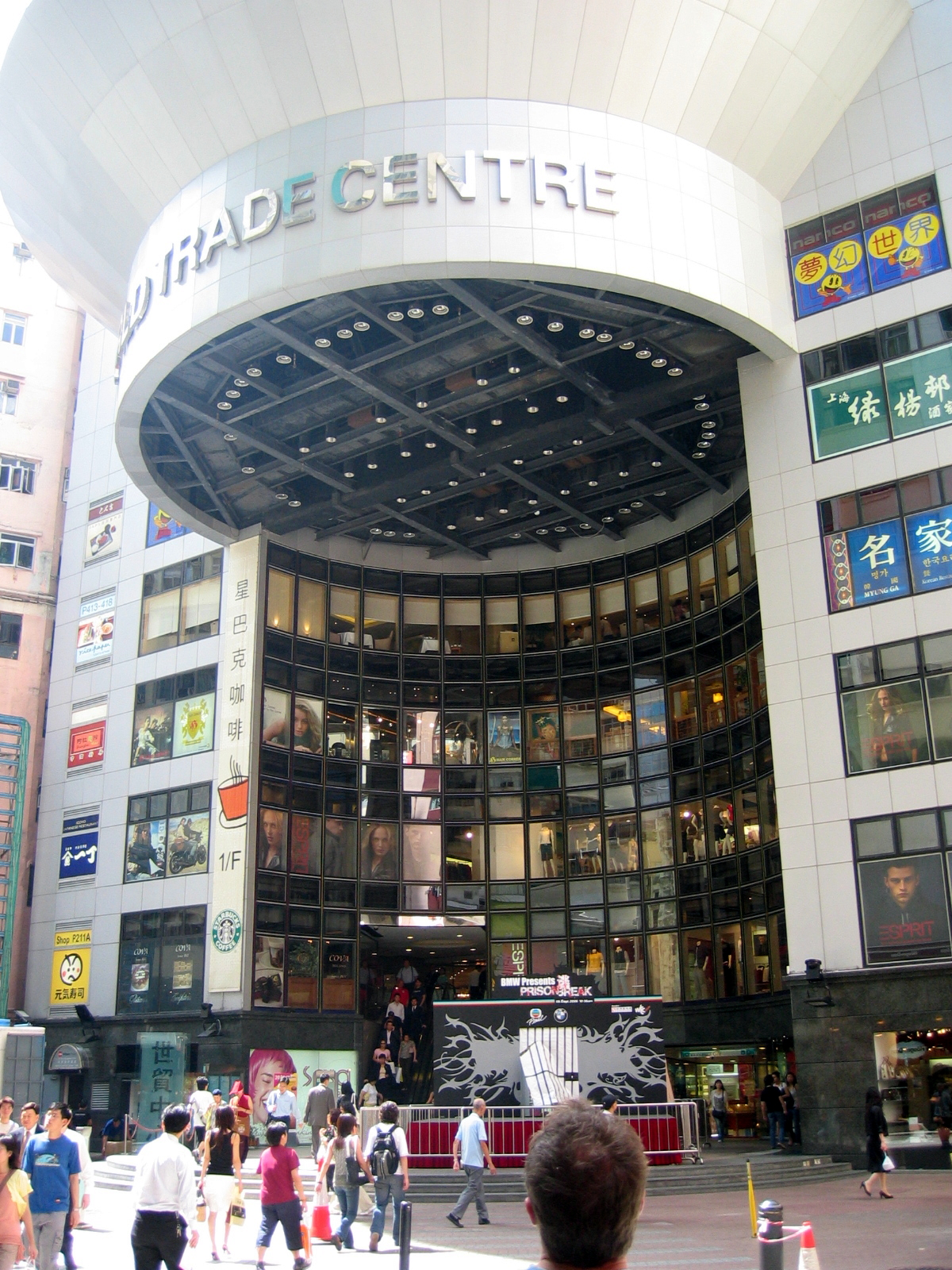
2008年大裝修前的世貿中心，謝斐道入口
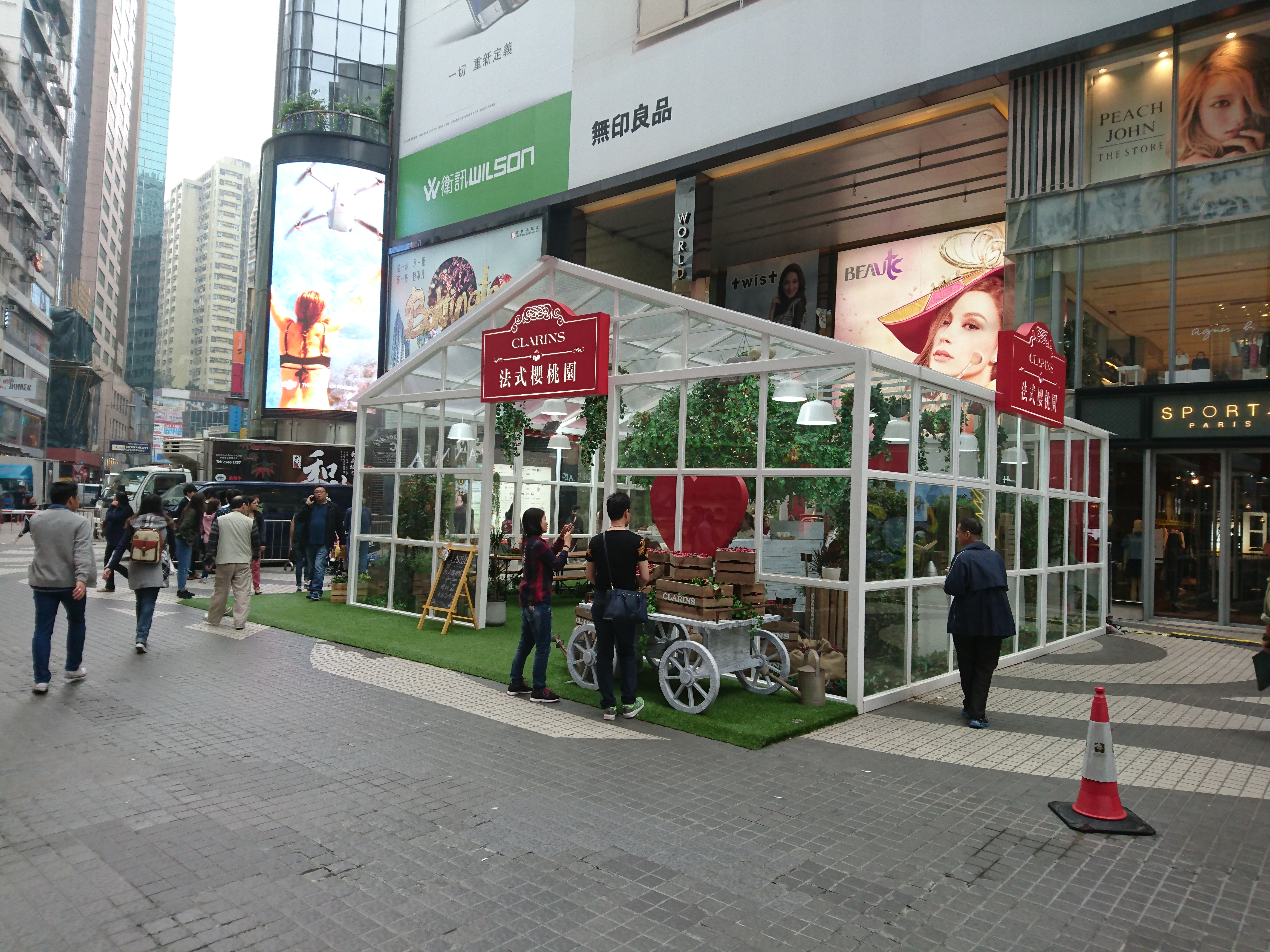
商場正門前的空地經常舉辦宣傳活動

## 翻新工程
2006年8月，新鴻基地產宣佈耗資港幣2億港元，把世貿中心6層商場擴展至15層，商場面積將由16萬平方呎增加至28萬平方呎，零售商舖數目亦會增逾100間。擴展工程還包括加設落地玻璃，以收180度海景景觀；商場外牆改以玻璃幕牆；在謝斐道入口加設巨型LED熒光幕及大型畫布；以及商場建築和室內設計採用高透度物料，以創造強烈的空間感及開揚環境。店舖走潮流路線，並延長營業時間至通宵，世貿中心亦名為WTC。
到了同年10月，商場首期翻新工程正式開始，主要是把5至13樓辦公樓面，改為零售、飲食及娛樂樓層，另進行內部裝修，包括改善中庭外觀、重鋪地磚及天花、加設由2樓直達4樓的扶手電梯，以及新增顧客電梯大堂等，首期工程已在2007年10月完成；另外，發展商在世貿中心13樓設立佔地5,000平方呎WTC 概念展示館。
2008年1月，最先進駐WTC新增樓層的商戶以食肆為主，包括9樓的結合理髮及餐飲的Hea Place及、10樓高級素食「功德林」、西餐廳Ruby Tuesday、11樓的綠楊邨酒家、12樓的龍皇酒家、13樓的名家韓國餐廳和桐燒日本燒肉。
2009年2月，WTC 裝修完工全面開業，原有商舖樓層引入連鎖品牌，如1樓及2樓的agnès b.、4樓的無印良品和5樓的Uniqlo，並將海景寫字樓改為飲食娛樂店。其中除有獲「米芝蓮」推介的餐廳，還有綜合電子娛樂中心和mYoga瑜伽中心，製造合適年輕人的落腳點。商場正門外保留了露天廣場，定期出租作為推廣活動場地，吸引人流。

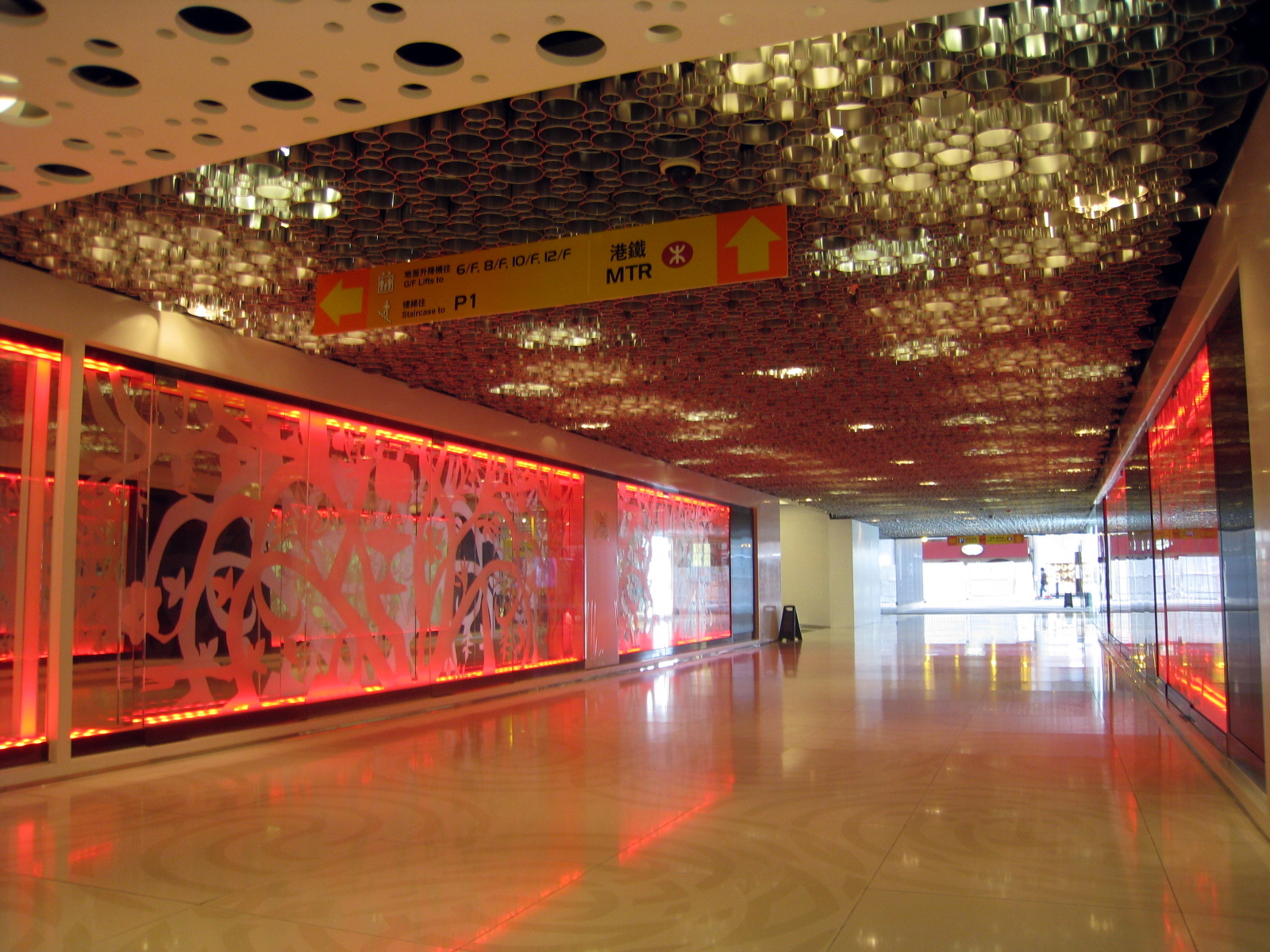
地下特色通道
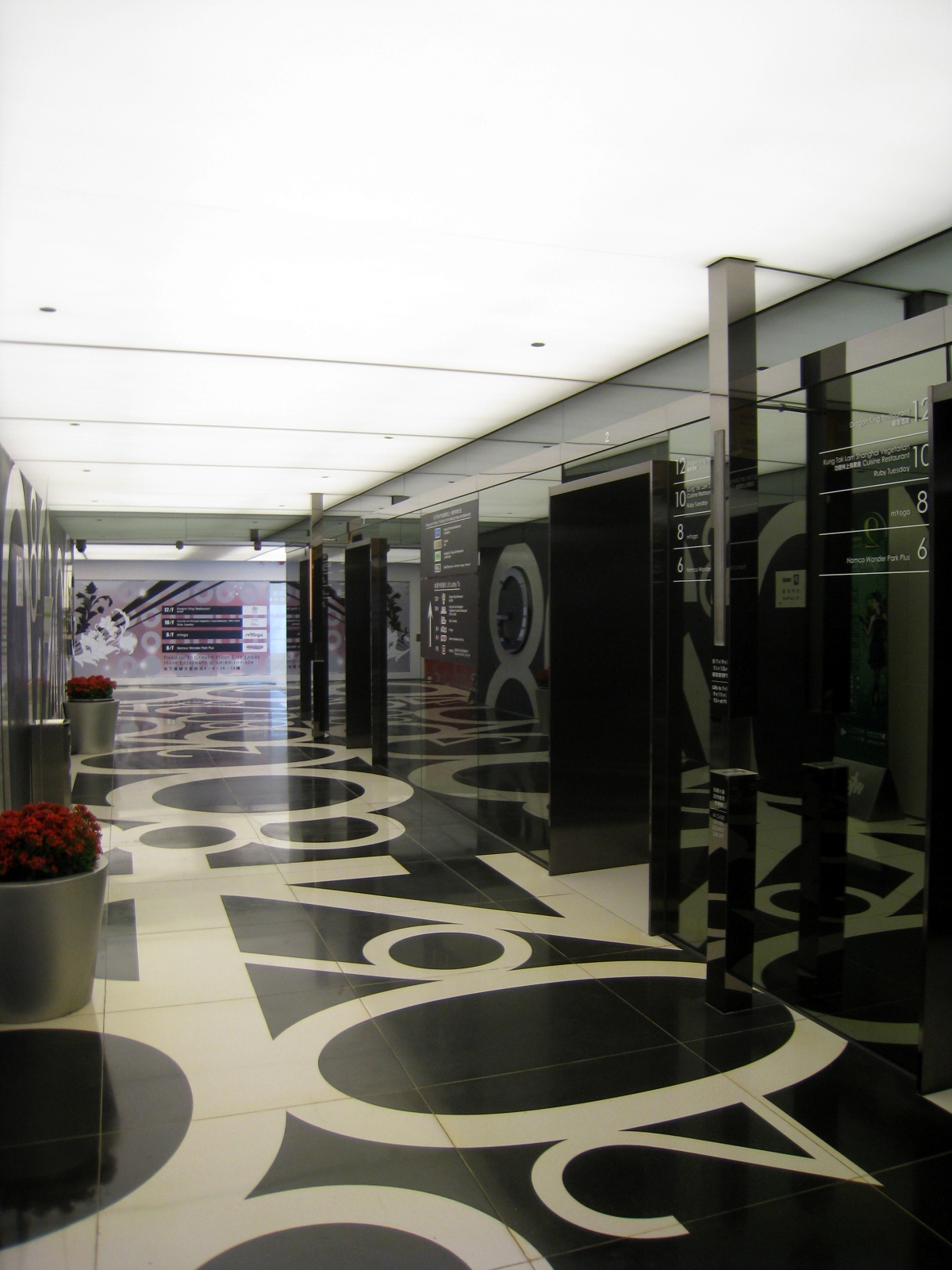
地下顧客電梯大堂
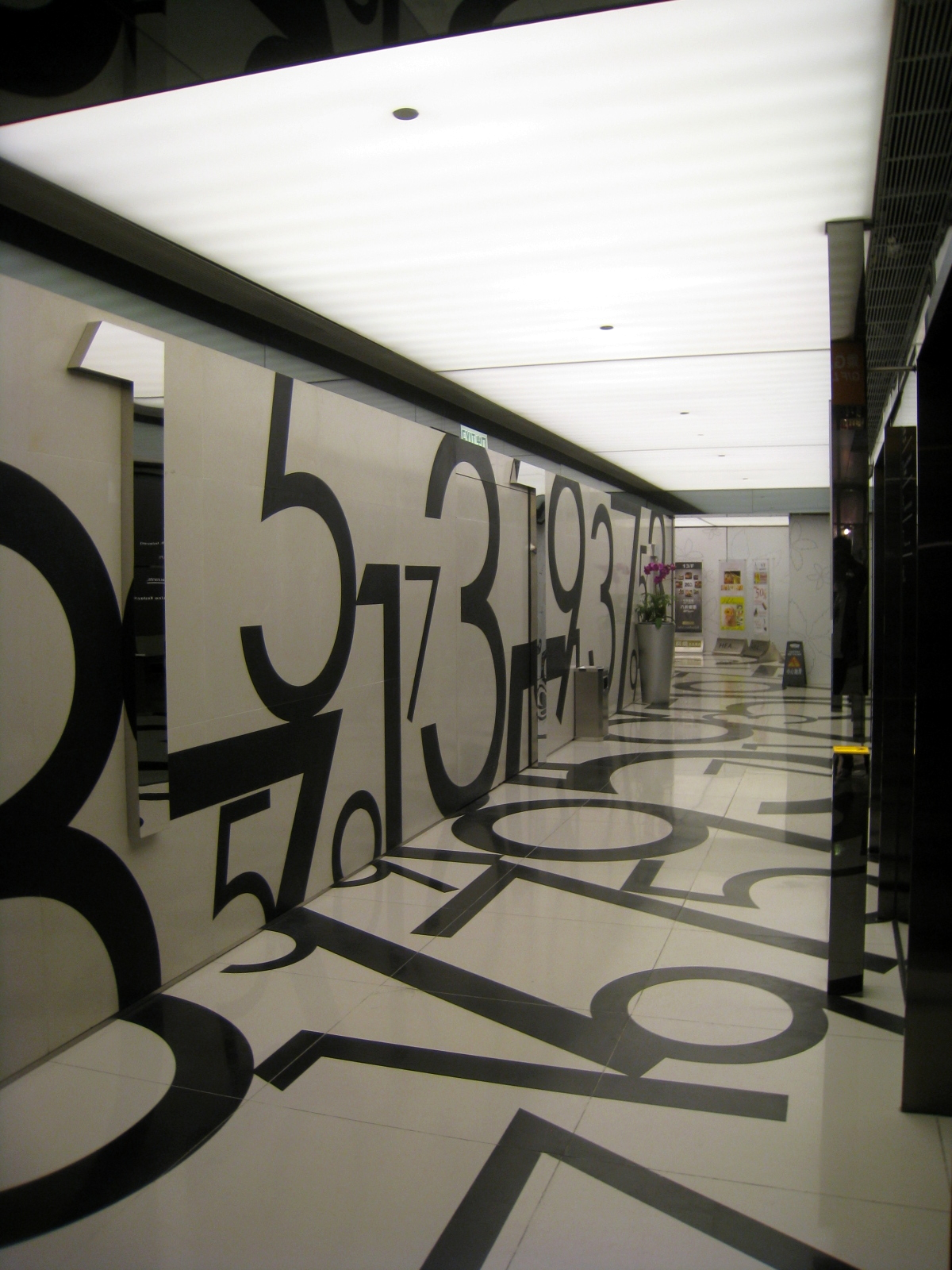
1樓顧客電梯大堂
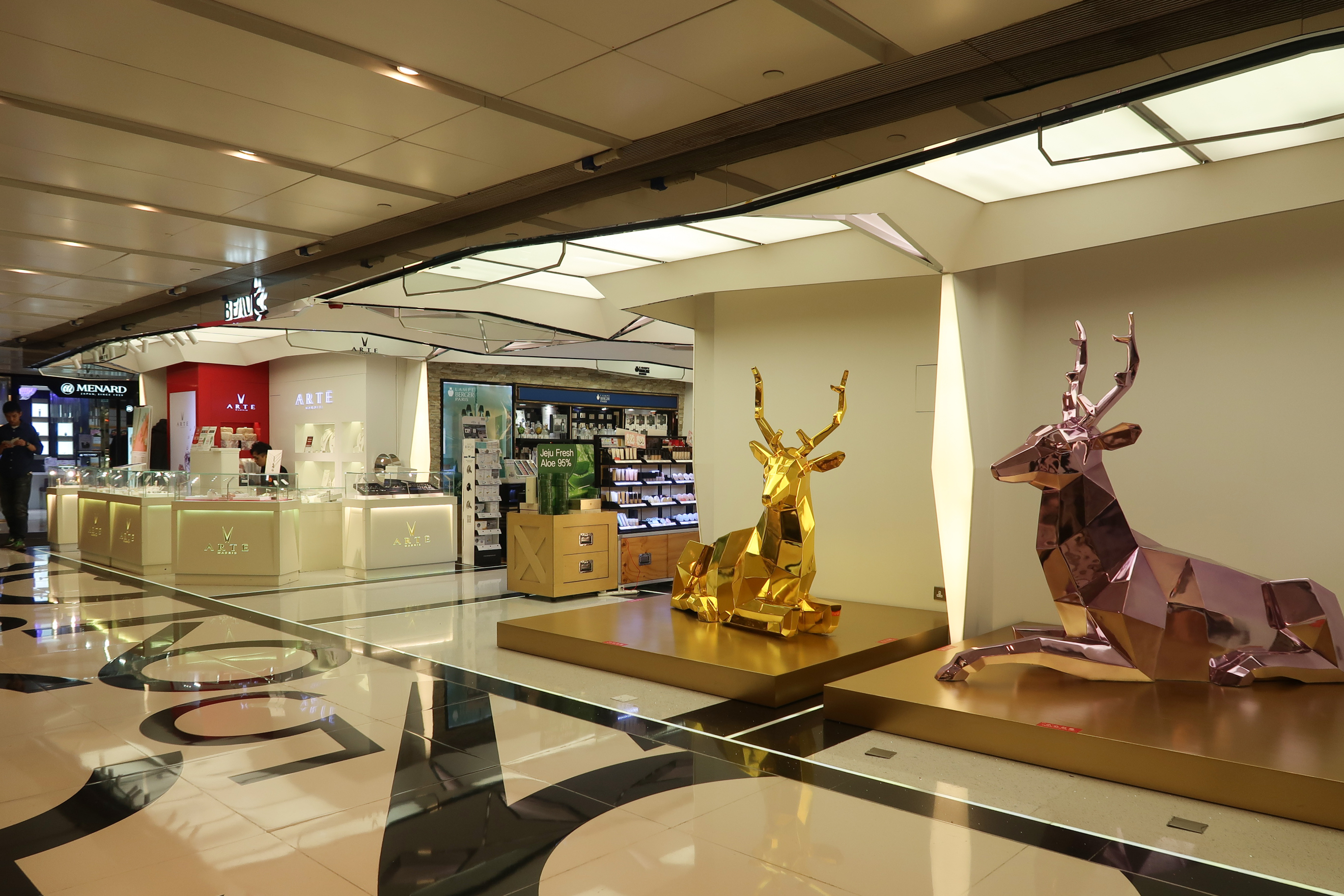
2015年將部分店舖改為美容專區，但現時大部分店舖已空置
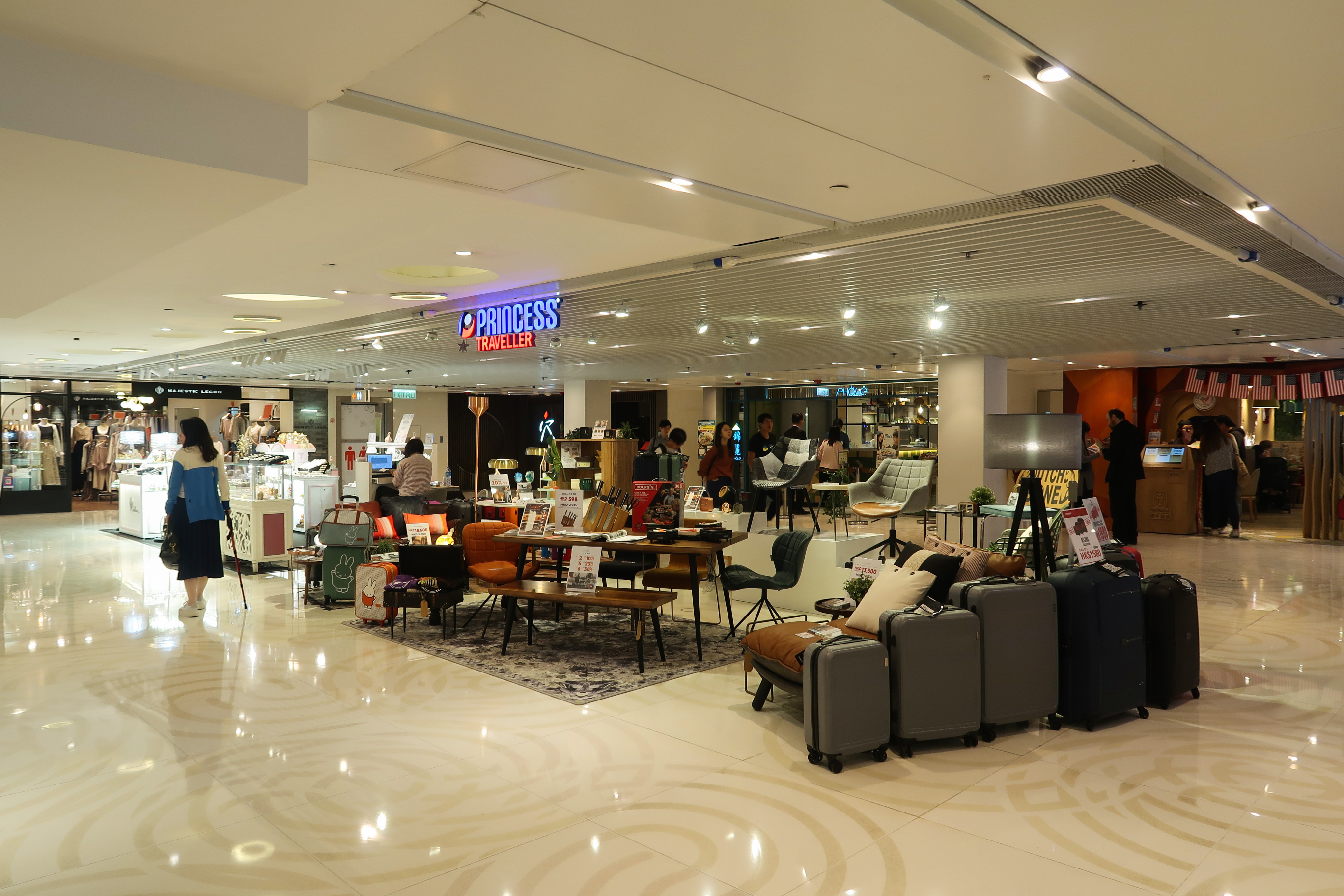
3樓開放式商店

2019年起，不少商戶陸續結業，而P1-3層在2020年11月已圍封大部分空間，到12月1日起全面封閉P1-5層，再次進行翻新工程，預計2022年9月起重開部分樓層，到同年底全面開放。翻新後加強以白色為主調，由2樓直達4樓的扶手電梯已經拆除。租戶方面引入多間國際名牌，地下設多間高級甜品店，Balenciaga和Alexander McQueen，1樓和2樓為Burberry、Valentino、Versace、Bottega Veneta、Moncler、Jimmy Choo和De Beers；3樓設日本人氣品牌Afternoon Tea TEAROOM。12樓設南海二號，13樓為丼吉日式吉列豬排專門店。而商場翻新後重新命名為wwwtc，商場引入多項創新科技，當中空氣系統達國際醫院級數。
發展商同時將5樓平台變成戶外花園，到2025年初對外開放，並容許狗隻進入。遊人可在該處欣賞維港景色。

## 租戶重組
2014年起，約36間店舖租約到期，涉約6.9萬平方呎，佔整體出租樓面四成，其中約3.2萬平方呎已續租或整合新租，租金加二至三成，主要為地下、2樓、6樓及13樓，其中地下、2樓部分樓面，分間作開放式品牌體驗店，每間約200平方呎，引入韓國、日本等美容品牌，而屈臣氏旗下BEAUTIQ約1500平方呎的旗艦店，亦於6月開幕，過去一年商場化妝品牌數目增逾六成至21間。
現時商場零售呎租約250至500元，現時店舖數目逾100間，目標增至120間。下半年將持續加強化妝品牌組合，亦會整合逾萬方呎的大型旗艦店，已獲品牌洽詢。
2018年起，部分樓層商店空置作店舖重組。

## 寫字樓
寫字樓樓層由14至38樓，單位每層面積約12,770平方呎，每層樓面最多可分間6個單位，由01至06室，面積最小單位約1,400平方呎，適合中小型公司使用。物業現時有部分寫字樓樓面早年售出，包括17、29、31及33樓等，其餘均仍由新地持有。用戶包括香港房屋協會（28至30樓於1994年以约近2.5億元購入）、經營蘭芝（LANEIGE）及雪花秀（Sulwhasoo）等護膚品品牌的愛茉莉太平洋（34樓），香港世界貿易中心會（38樓）等。

## 世界貿易中心會
世界貿易中心會位於大廈頂層38樓，在1976年營運，設8個宴會廳，為會員提供宴會和派對服務。會員亦可享用世界各地300多個世貿中心之設施。會所在2023年3月31日表示將在6月1日停業，但沒有解釋原因。

## 事件

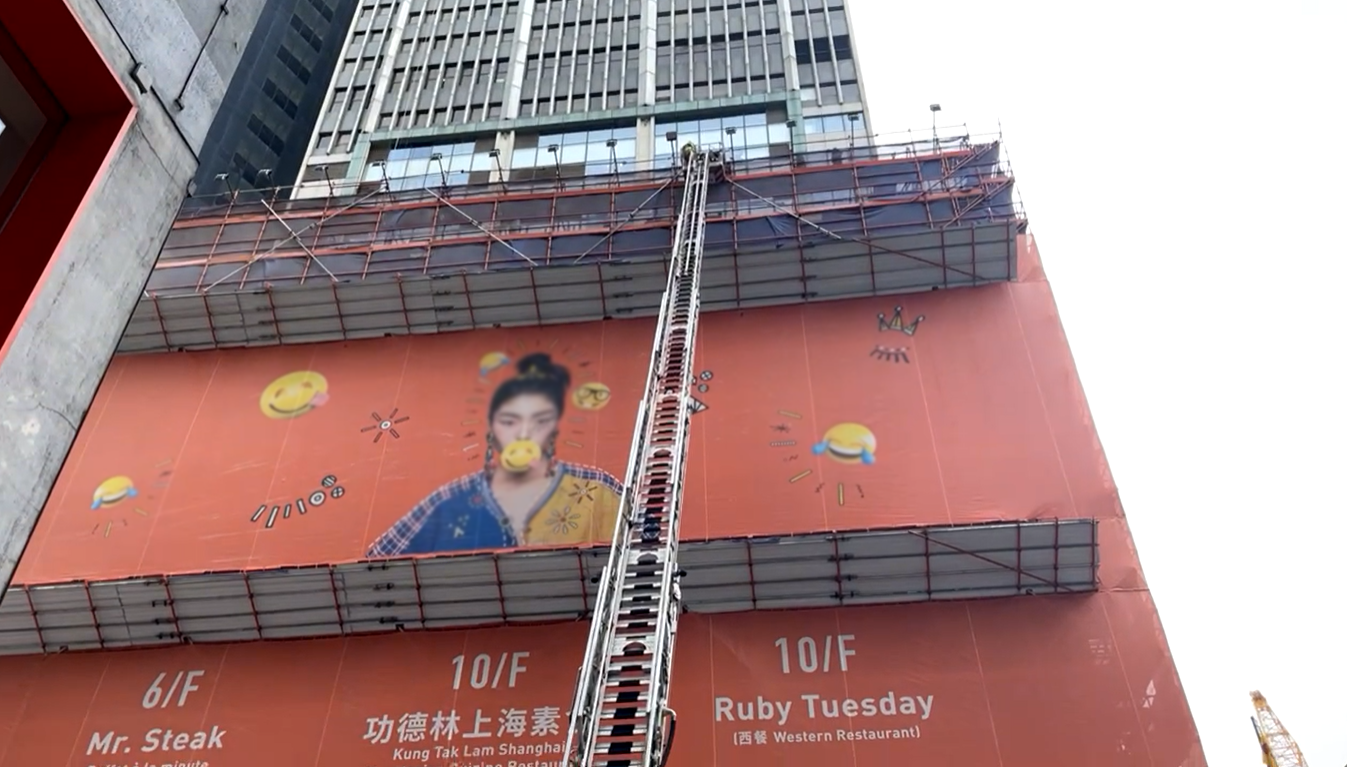
2021年12月15日中午，商場部分翻新期間發生三級火警，市民在5樓等候逃生

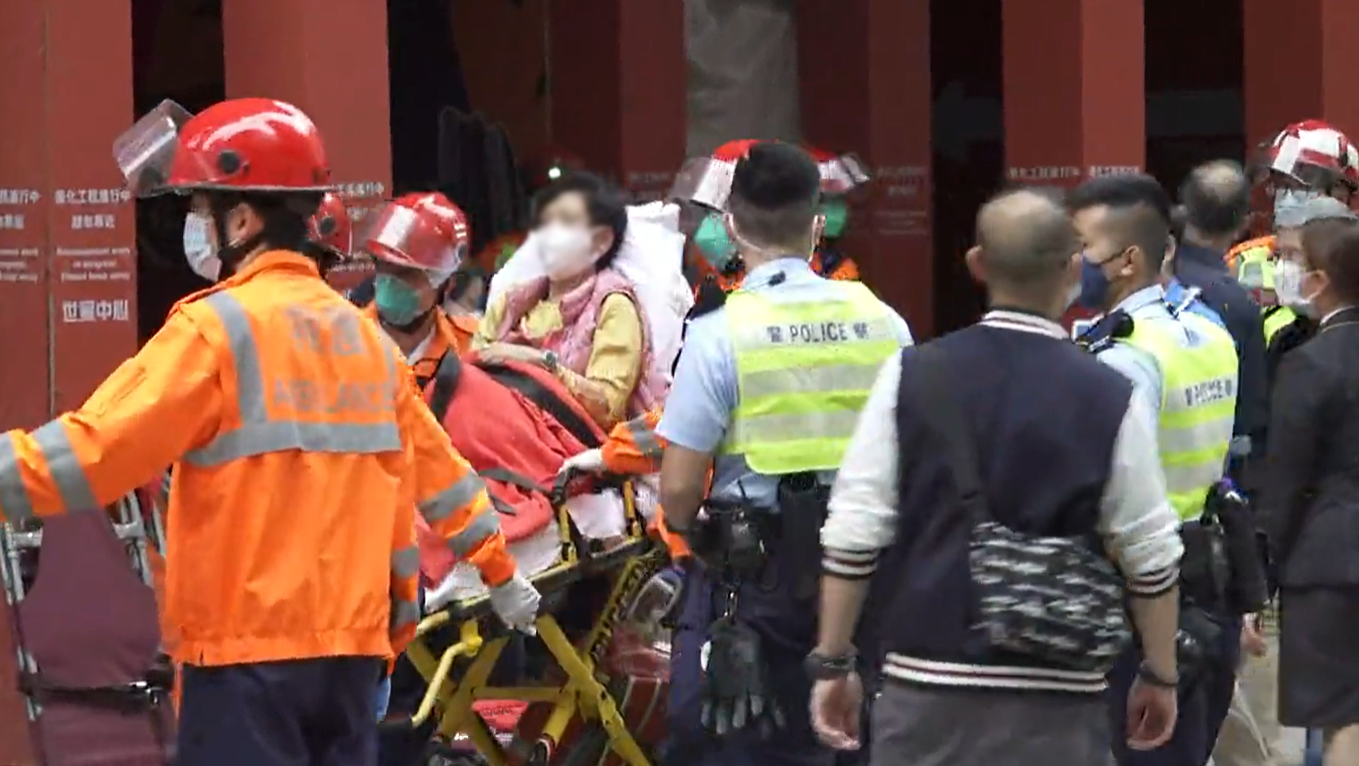
有逃生的遊人需要擔架床離開

2021年12月15日中午，商場部分翻新期間發生三級火警，期間有數百人被困於5樓平台及39樓天台，事件造成13人不適，其中1名60歲婦女危殆，有1269人疏散。有逃生的市民批評部分樓層防煙門亦無法推開，最後要冒生命威脅，使用升降機離開。
消防調查後發現，P1至P5層消防裝置被關閉，包括花灑系統、手動火警警報及自動警報系統，認為消防裝置承辦商涉嫌在關閉消防裝置方面「有不當行為」。而大廈亦有8道防煙門損壞，到事後才維修。消防顧問梁錦得認為消防處有權即時檢控。

## 外部連結
- 世貿中心 （页面存档备份，存于）
- wwwtc mall （页面存档备份，存于）